# 普通角閃石
普通角閃石（ふつうかくせんせき、hornblende）は、ケイ酸塩鉱物の一種。Caを含む角閃石のなかま。現在では苦土普通角閃石グループ、もしくは苦土普通角閃石と第一鉄普通角閃石を指し、独立した鉱物種ではない。もっぱら岩石学で使われる用語である。
角閃石の中では最も普通で、火成岩や変成岩に広く産する造岩鉱物。固溶体であり、組成には幅があるものの、一般には、Ca2(Mg, Fe)4Al(AlSi7O22)(OH)2とされている。

## 語源
ドイツ語Horn（角）とblenden（輝いて目をくらませる・だます・あざむく）に由来する。日本ではhornblendeは明治初期「光線石」と訳されたが，角閃石としたのは和田維四朗で，形状・光沢による（明治11年・1878）。

## 苦土普通角閃石と第一鉄普通角閃石
普通角閃石は現在では苦土普通角閃石グループを指し、普通角閃石そのものは独立種とされていない。特によく産出する苦土普通角閃石と第一鉄普通角閃石をまとめて指す事があるが、肉眼で両者を区別することはできない。